# Stränggarn
Stränggarn är svagt ihoptvinnade bomullsgarner till tjocka inslag i löpare och mattor. Man kan tillverka sitt eget stränggarn med restgarner, men som regel inhandlas det färdigblandat. Det är just blandningen av ingående trådar som kan vara av intresse att kunna åstadkomma själv. 
Antalet ingående trådar avgör den totala grovleken på inslaget. Ibland kan det vara aktuellt att dela ett färdigköpt garn för att få önskad grovlek.